# Xã Grass, Quận Spencer, Indiana
Xã Grass (tiếng Anh: Grass Township) là một xã thuộc quận Spencer, tiểu bang Indiana, Hoa Kỳ. Năm 2010, dân số của xã này là 1.241 người.